# Early On (1964—1966)
| Оценки критиков               | Оценки критиков |
| Источник                      | Оценка          |
| ----------------------------- | --------------- |
| AllMusic                      | [ 1 ]           |
| Spin Alternative Record Guide | 2/10            |

Early On (1964—1966) — сборник британского рок-музыканта Дэвида Боуи, выпущенный в 1991 году. Релиз был первой и единственной попытка собрать полную коллекцию всего материала Боуи, выпущенного до его контракта с Deram, на лейблах Vocallion, Parlophone и Pye. Третий и четвёртый треки компиляции являются альтернативными версиями официальных синглов, песня «Do Anything You Say» также отличается от оригинального сингла. Также сборник содержит пять неизданных песен из коллекции Шела Талми, который продюсировал второй и третий синглы музыканта. Существует кассетная версия, однако в неё не вошли песни «Liza Jane», «Louie, Louie Go Home» и «Good Morning Girl».

## Предыстория
Боуи начал свою музыкальную карьеру под псевдонимом Дэви Джонс (один из вариантов его настоящего имени — Дэвид Роберт Джонс). Первый сингл артиста (треки 1-2) был записан в составе группы The King Bees. Его би-сайд, композиция «Louie, Go Home», получила широкую известность в 1964 году в исполнении группы Paul Revere & the Raiders.
Музыкант записал свой второй сингл вместе с группой The Manish Boys (треки 3-4). В феврале 1965 года он присоединился к The Lower Third (треки 5-13), выпустив с ними третий сингл под псевдонимом Дэйви Джонс. Перед релизом четвёртого он сменил имя в последний раз — став Дэвидом Боуи, чтобы избежать путаницы с участником группы The Monkees.
28 января 1966 Боуи покинул The Lower Third года из-за финансовых разногласий. Для записи своего пятого сингла (треки 14-15) он объединился с группой The Buzz, которые не фигурировали среди его авторов. Недовольный выступлением группы в турне, Боуи заменил её сессионными музыкантами во время записи своего шестого сингла (треки 16-17).

## Список композиций
Слова и музыка всех песен — написаны Дэвидом Боуи, за исключением «Liza Jane» (Лесли Конн), «Louie, Louie Go Home» (Марк Линдси и Пол Ривер, «I Pity the Fool» (Дедрик Мэлоун).
| №   | Название                        | Оригинальный релиз                                                 | Длительность |
| --- | ------------------------------- | ------------------------------------------------------------------ | ------------ |
| 1.  | «Liza Jane»                     | Записана в мае 1964; А-сайд сингла выпущенного 5 июня 1964         | 2:18         |
| 2.  | «Louie, Louie Go Home»          | Би-сайд сингла выпущенного 5 июня 1964                             | 2:12         |
| 3.  | «I Pity the Fool»               | Записана 15 января 1965; А-сайд сингла выпущенного 5 марта 1965    | 2:09         |
| 4.  | «Take My Tip»                   | Би-сайд сингла выпущенного 5 марта 1965                            | 2:15         |
| 5.  | «That’s Where My Heart Is»      | Демозапись записанная в мае — июле 1965                            | 2:28         |
| 6.  | «I Want My Baby Back»           | Демозапись записанная в мае — июле 1965                            | 2:39         |
| 7.  | «Bars of the County Jail»       | Демозапись записанная в мае — июле 1965                            | 2:07         |
| 8.  | «You’ve Got a Habit of Leaving» | Записана в июле 1965; А-сайд сингла выпущенного 20 августа 1965    | 2:31         |
| 9.  | «Baby Loves That Way»           | Би-сайд сингла выпущенного 20 августа 1965                         | 3:02         |
| 10. | «I’ll Follow You»               | Записана в январе — июле 1965                                      | 2:02         |
| 11. | «Glad I’ve Got Nobody»          | Записана в январе — июле 1965                                      | 2:31         |
| 12. | «Can’t Help Thinking About Me»  | Записана 10 декабря 1965; А-сайд сингла выпущенного 14 января 1966 | 2:47         |
| 13. | «And I Say to Myself»           | Записана в декабре 1965; Би-сайд сингла выпущенного 14 января 1966 | 2:29         |
| 14. | «Do Anything You Say»           | Записана 7 марта 1966; А-сайд сингла выпущенного 1 апреля 1966     | 2:31         |
| 15. | «Good Morning Girl»             | Записана в марте 1966; Би-сайд сингла выпущенного 1 апреля 1966    | 2:14         |
| 16. | «I Dig Everything»              | Записана 5 июля 1966; А-сайд сингла выпущенного в августе 1966     | 2:44         |
| 17. | «I’m Not Losing Sleep»          | Би-сайд сингла выпущенного в августе 1966                          | 2:52         |

Лейблы звукозаписи: Vocalion Pop (треки 1-2); Parlophone (треки 3-4, 8-9); Pye Records (треки 12-17).